# تئودولیت

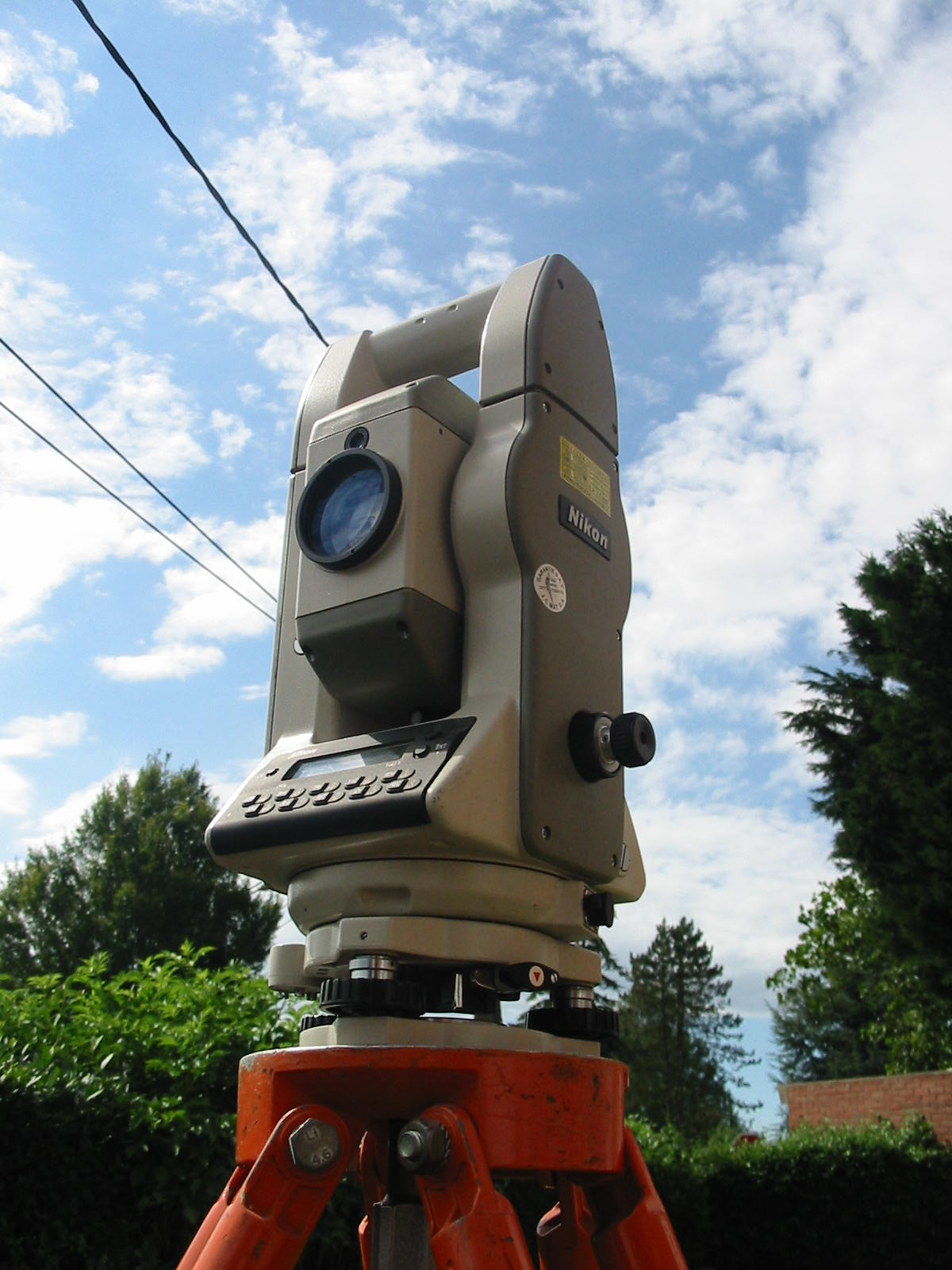

دوربین زاویه‌یاب یا بصورت فنگلیش: تئودولیت (نام‌های دیگر: دوربین مهندسی، دوربین زاویه‌سنج طول‌یاب) یک ابزار دقیق برای اندازه‌گیری زاویه‌های افقی و عمودی است. کاربرد اصلی زاویه‌یاب در نقشه‌برداری است و برای اهداف تخصصی مانند هواشناسی و پرتاب موشک نیز سازگار شده‌ است.
زاویه‌یاب جدید شامل تلسکوپ متحرک نصب شده در دو محور عمود برهم: محور افقی و محور قائم یا زنیت است. زاویه‌یاب زوایای قائم را از طریق زاویه بین محور قائم و امتداد نشانه روی اندازه‌گیری می‌کند که معمولاً حدود ۹۰ و ۲۷۰ درجه است. زمانی که زاویه‌یاب به یک هدف نشانه روی می‌کند زاویه هر یک از این محورها با دقت زیادی در حد یک هزارم رادیان یا ثانیه (۱/۳۶۰ درجه) اندازه‌گیری می‌شود.